# Pseudolobodillo principensis
Pseudolobodillo principensis es una especie de crustáceo isópodo terrestre de la familia Armadillidae, la única conocida de su género.

## Distribución geográfica
Es endémica de la isla de Príncipe (Santo Tomé y Príncipe).